# نويل فالوب
نويل فالوب (بالمجرية: Noel Fülöp)‏ هو لاعب كرة قدم مجري في مركز الدفاع، ولد في 29 يناير 1988 في Százhalombatta ‏ في المجر. لعب مع نادي فيرينتسفاروشي.

## وصلات خارجية
- نويل فالوب على موقع قاعدة بيانات كرة القدم.إي يو (الإنجليزية)
- نويل فالوب على موقع Soccerway.com (الإنجليزية)